# 上松底州立公园
上松底州立公园（英語：Upper Pine Bottom State Park）是占地2.0公頃（5英畝）的州立公园，在美国宾夕法尼亚州的来可明县境内，位于44号宾夕法尼亚州州道的卡明斯镇，周围是提亚达顿州立森林。松溪的支流——上松底溪流经此处，公园因此得名。公园地处松溪峡谷，那里的溪流穿过了泥盆纪和石炭纪时期的五个主要岩层。
该地区中最早被记载的居民是萨斯奎汉诺克人，然后是易洛魁人、莱纳佩人和肖尼人。1814年，上松底溪是一个生铁熔炉的所在地，1815年，第一个锯木厂在这里建成，1825年，一条早先穿过溪流上游的马道成为收费道路。19世纪，木材工业导致该地区的树木被砍伐殆尽。州立森林始建于1898年，公园于1923年在其基础上建成，为B级公共营地。20世纪30年代，平民保育团在上松底溪设置了一个营地，改善了公园，但直到1962年，公园才被移交给州立公园局。它虽然最初是一个公共露营地，并且曾经有一个野餐亭，但截至2017年，其只于白天开放，唯一的设施是几张野餐桌和一个停车场。
上松底州立公园是宾夕法尼亚州最小的州立公园之一，由附近小松树州立公园的工作人员负责维护。除了野餐外，它主要用作当地猎人、垂钓者、徒步旅行者、越野滑雪者、雪地摩托者和全地形车骑手的停车场。经州批准，应季时垂钓者可在此处捕捉增殖放流的鳟鱼。次生林现已覆盖该地区，周围的州立森林和公园是各种动植物的家园。

## 历史

### 美国原住民
至少在公元前10000年，就有人类生活在现在的宾夕法尼亚州。第一批定居者是古印第安的游牧猎人，从他们的石器中可以看出。从公元前7000年到公元前1000年，古代的狩猎采集者使用了更多种类、更复杂的石头制品。公元前1000年至公元1500年间的疏林时代，标志着人们从游牧生活逐渐过渡到半永久性村庄和农业阶段。该州发现的有关这一时期的考古证据包括一系列类型和风格的陶器、墓冢、烟斗、弓箭和装饰品。
上松底州立公园位于西萨斯奎哈纳河流域，最早记录的居民是讲易洛魁语的萨斯奎哈纳人。他们是母系社会，生活在由大的长屋组成的寨子里。上松底溪位于松溪峡谷的南端，峡谷周围的山脉“偶尔会有萨斯奎哈纳人居住”。由于疾病以及与易洛魁五族同盟间的战争，萨斯奎哈纳人的人数大大减少，到1675年，他们已经死亡、迁离，或被其他部落同化。
此后，西萨斯奎哈纳河河谷的土地名义上由易洛魁人控制。他们住在长屋里，主要分布在现在的纽约，并有一个强大的联盟，使他们的力量大大增强。易洛魁人和其他部落通过松溪小径穿过峡谷，在北部现代纽约的杰纳西河上的一条小径和南部沿着西萨斯奎哈纳河的大沙莫金小径之间穿行。易洛魁人的塞尼卡部落认为松溪峡谷是圣地，因此从未在那里建立过永久定居点，尽管他们确实使用了穿过峡谷的小径，并且沿途设有季节性的狩猎营地。
为了填补萨斯奎哈纳人消亡后留下的人口空白，易洛魁人鼓励东部流离失所的部落在西支流域定居，包括肖尼人和莱纳佩人（或称特拉华人）。卡明斯镇松溪及其支流的山谷被易洛魁和阿尔衮琴部落用作狩猎场。历史学家认为，在小松溪上的小松树州立公园北部，可能有肖尼人的村庄和墓地，距离后来的上松底州立公园只有几英里。
1754年至1763年的英法北美战争导致许多美国原住民向西迁移到俄亥俄河流域。1784年10月，美国在《第二次斯坦威克斯堡条约》中从易洛魁人那里获得了大片土地，包括现在的上松底州立公园区域。这次收购在宾夕法尼亚州被称为最后一次收购。在随后的几年里，美国原住民几乎完全离开了宾夕法尼亚州；然而，在1812年战争之前，一些孤立的土著人仍留在松溪峡谷。

### 木材和公路
1784年，最早定居在卡明斯镇的是欧裔美国人。1795年4月13日，诺森伯兰县的一部分被用于建立来可明县。上松底溪最初是“因为有遍布底层地区的美妙白松林而被命名”，该地区的树种主要是北美乔松和加拿大铁杉，伐木工人在此采伐。1798年3月16日，宾夕法尼亚州议会宣布将松溪作为公共水道，以适应更大规模的伐木作业和大量的松木原木。这些原木顺流而下，流向西萨斯奎哈纳河。

松溪上的木筏

历史上，上松底州立公园周边地区大部分时间都是一片荒野。1806年至1807年，在上松底溪源头以西的树林中开辟了一条马道，作为泽西海岸（南向，位于松溪溪口）和考德斯波特（西北方向，位于波特县阿勒格尼河沿岸）之间116（72英里）道路的一部分。1812年，马道被拓宽为公路，以容纳货车。
这条新路很快就为该地区带来了工业。沿路铁矿的发现，促成了七个人成立一家炼铁公司。1814年，他们建造了一座熔炉，在上松底溪生产生铁。将矿石运到熔炉需要一到两天的时间，其他物资也必须在陡峭的山路上运输24（15英里）才能到达。由于运输的成本太高，在1817年关闭熔炉之前，公司损失了近7,000美元。19世纪大部分时间里，人们都能看到铁炉的废墟。
前两座锯木厂分别于1815年和1817年在上松底溪建造。1817年，迈克尔（Michael）和亨利·沃尔夫（Henry Wolf）也从伯克斯县抵达该地区，并在小松溪溪口附近建造了一个锯木厂，其位于松溪下游，距离上松底溪溪口2.9（1.8英里）。在沃尔夫家族的锯木厂和他们开垦的农田的帮助之下，尚未建制的沃特维尔村得以建立，其位于上松底州立公园东南约4.0（2.5英里）处，成为卡明斯镇最重要的人口中心。

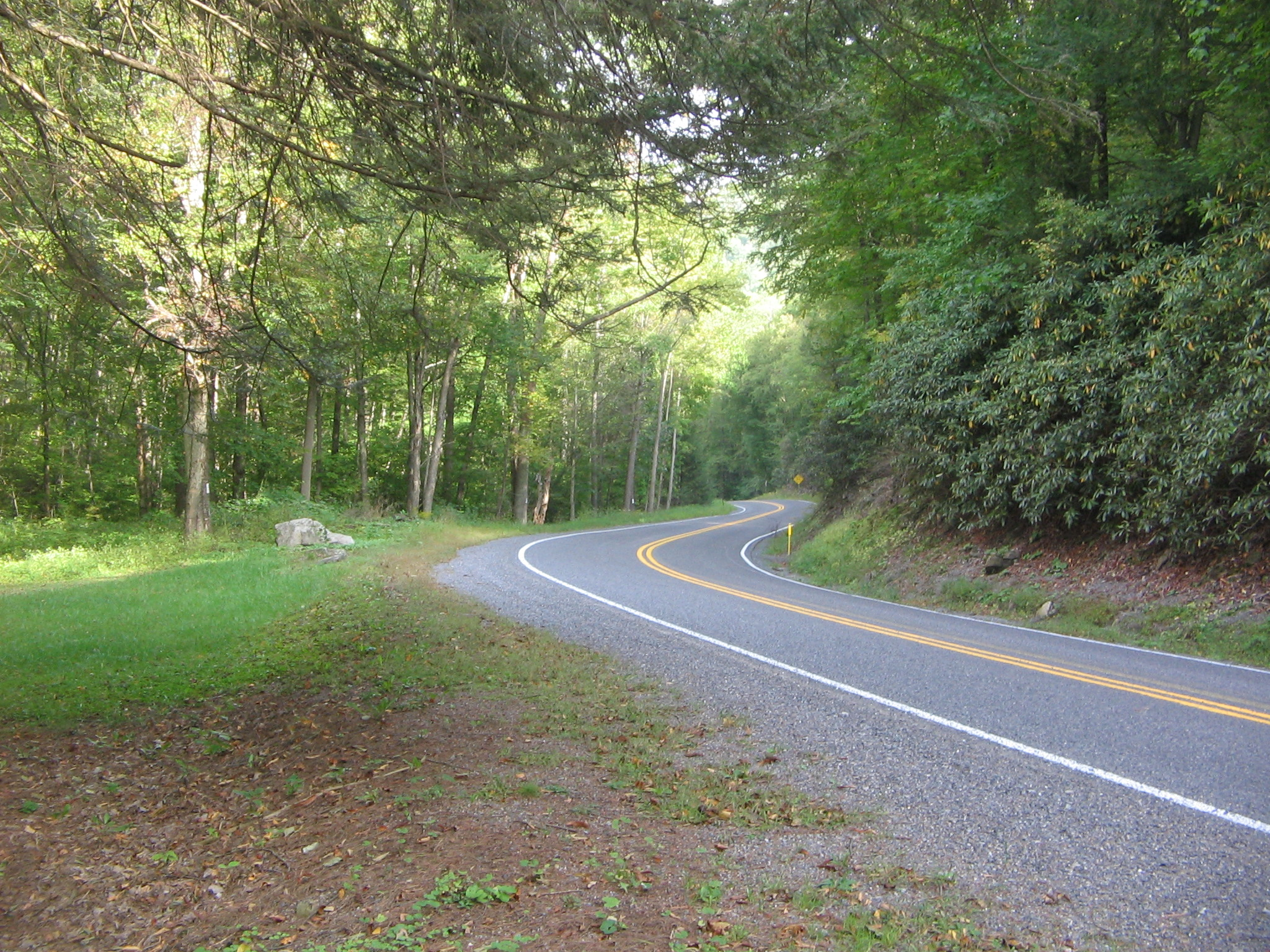
44号宾夕法尼亚州州道经过该公园，1894年该地曾发生过一场野火

泽西海岸—考德斯波特收费道路是在1825年至1834年间沿着以前的马道修建的。这条公路一直运营到1860年，每隔8（5英里）就有一个收费站，马车走完全程要收1.68美元。1849年，沃特维尔村附近建立了一个邮局。村中早期企业包括两家商店和一家酒店，至今仍然存在。44号宾夕法尼亚州州道穿过公园，仍沿着先前的路径，连接哈尼维尔（Haneyville）（位于上松底溪西端）和考德斯波特（北向）。
随着经济的发展和定居人数的增加，1832年，宾夕法尼亚州议会在米夫林镇和布朗镇的部分土地上建立了卡明斯镇。这个新城镇是以约翰·卡明斯（John Cummings）的名字命名的，他当时是当地法院系统的大法官。该镇的早期工业包括木材和采石场，用于制作石板和建筑石材。1839年，克林顿县在来可明县的西部土地上建成，新县的东部边界大部分是沿着收费公路而形成的。
1851年，萨斯奎哈纳吊杆在威廉斯波特境内的西萨斯奎哈纳河上开放。原木吊杆是一系列人工岛屿，其间设有链条，用来捕捉原木。这导致了木材业的扩张，并让威廉斯波特有了“世界木材之都”的昵称。1852年，州议会将上松底溪溪口上游4.8（3英里）处建为水道，1888年，西支木材公司（West Branch Lumber Company）占有上松底溪的源头。
伐木时代并没有持续下去。到20世纪初，原始森林被砍伐一空，松溪峡谷被夷为荒地。除了被丢弃的、干枯的树梢外，什么都没有留下，这些树梢成为火灾的隐患，因此许多土地被烧毁，成为不毛之地。1894年春天，一场大火沿着44号州道，从现在的提亚达顿州立森林一直烧到哈尼维尔附近。1908年夏天，公园周围的地区再次被烧毁，火势从加尔顿蔓延到泽西海岸。土壤养分耗尽，地面被大火烤得很硬，蓝莓、黑莓和山月桂的丛林覆盖了被砍伐的土地，这片土地被称为“宾夕法尼亚沙漠（Pennsylvania Desert）”。灾难性的洪水定期席卷该地区，许多野生动物消失。

### 州立森林公园

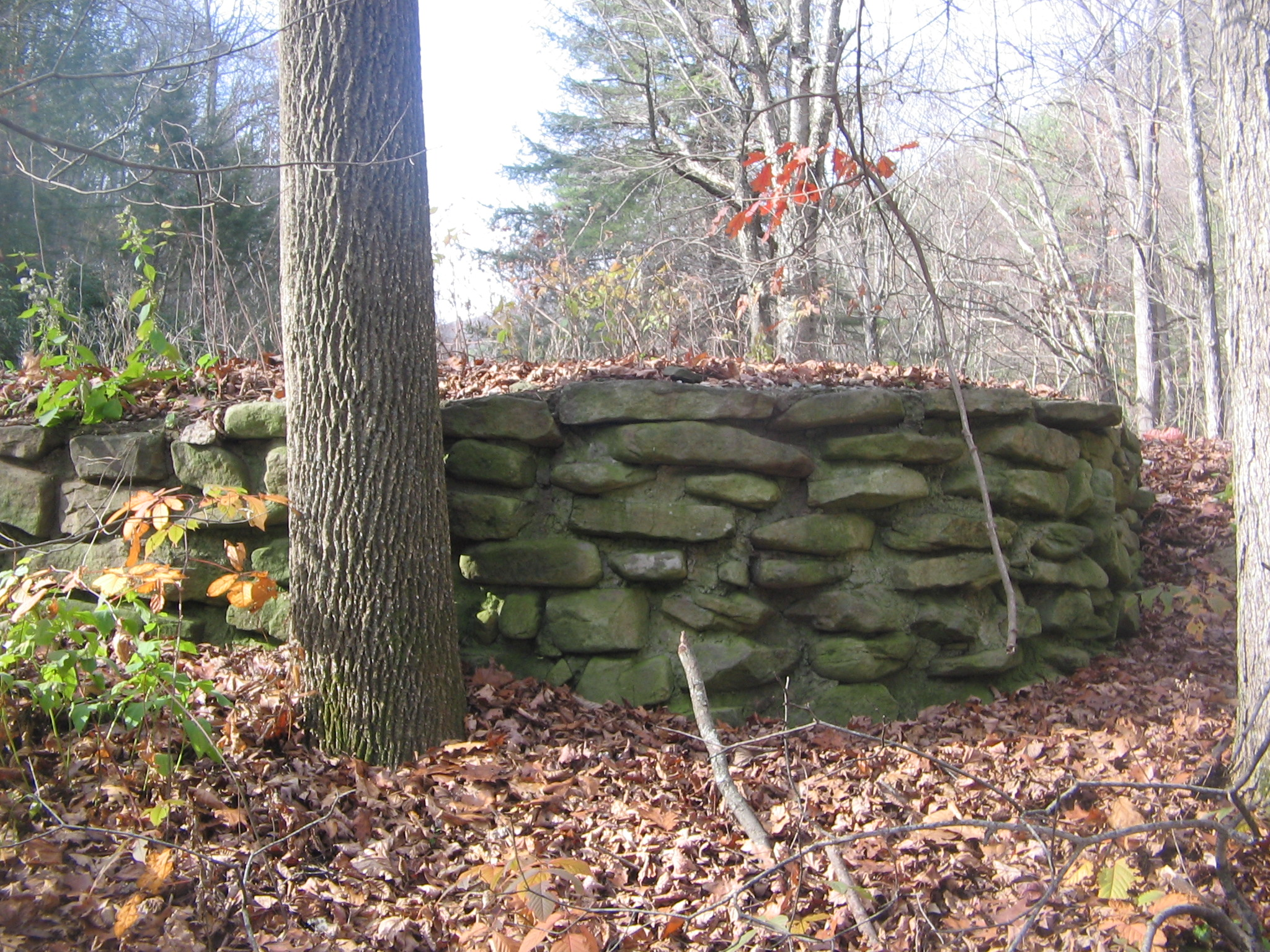
昔日野餐亭的遗迹仅剩下这个石头地基

由于木材的耗尽和土地的烧毁，许多公司干脆放弃了他们的股份。像约瑟夫·罗斯洛克这样的保护主义者开始担心，如果管理不善，森林就不会重新生长。他们呼吁政府从木材公司购买土地，并要求改变森林管理的理念。1895年，罗斯洛克被任命为宾夕法尼亚州森林和水域部的第一任专员，该部是现在保护和自然资源部的前身。1897年，宾夕法尼亚州议会通过立法，授权购买“未使用的森林保留地”，并于次年收购了宾夕法尼亚州的第一块林地。
1898年7月13日，政府以72.99美元的价格购买了卡明斯镇的一块166公頃（409英畝）的土地。这是政府第一次购买提亚达顿州立森林范围内的土地，其环绕着上松底州立公园。对这片森林土地的采购主要集中在1900年至1935年之间。截至2017年，提亚达顿州立森林占地59,302公頃（146,539英畝），土地主要分布在来可明县，并有小部分分布在克林顿县、波特县、泰奥加县和联合县。州立森林的最大的一部分位于松溪峡谷，环绕着公园，占地42,000公頃（105,000英畝）。
上松底州立公园的存在可以追溯到20世纪20年代初，1921年至1925年期间，宾夕法尼亚州林业局在州立森林土地上建造了31个露营地。公园始建于1923年，前身为“上松底B级公共营地”，以流经这里的溪流命名。B级营地位于二级公路上，“主要供希望深入森林并住得舒适的徒步旅行者、猎人、渔民、度假者和采摘者使用”。每个B级营地都有一个用于露营的简易住所、饮用水、野餐桌、壁炉、垃圾桶和厕所。使用任何营地都是免费的，但住宿不能超过连续两晚。

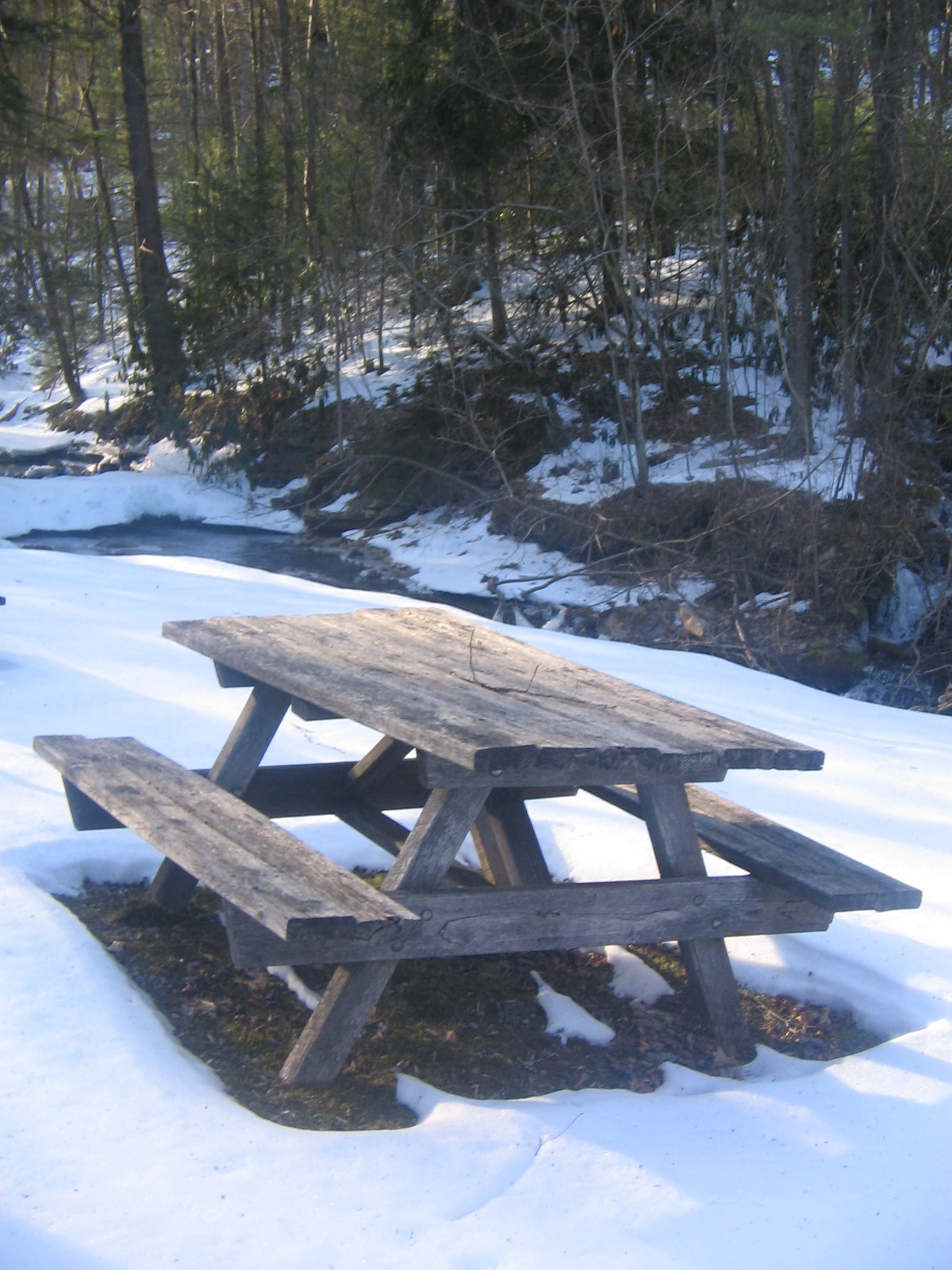
上松底州立公园的野餐桌和上松底溪

在大萧条时期，平民保育团在提亚达顿州立森林设立了九个营地。这些营地包括上松底州立公园附近的两个营地：平民保育团的S-82-Pa［沃特维尔（Waterville），又称哈尼维尔（Haneyville）］营地位于公园以西约4.0（2.5英里）的上松底溪上，从1933年5月至1941年运营；平民保育团的S-129-Pa［小松树（Little Pine）］营地位于附近的小松树州立公园，从1933年到1937年运营。平民保育团在州立森林中种植了大量树木，在公园里做了一些工作，并于1936年建造了一个亭子。虽然在1959年的航拍照片中，公园里还能看到一个建筑的屋顶，但到2017年，公园里已经没有亭子或其他建筑。1941年，美国加入第二次世界大战，导致平民保育团的解散，其所有营地于1942年夏天关闭。
1950年，该公园被称为“上松底州森林野餐区”，并在《纽约时报》中一篇关于松溪峡谷的文章中被提到。1954年11月11日，宾夕法尼亚州地理委员会正式确定了野餐区的名称。1962年，宾夕法尼亚州林业局的州立公园部门变为州立公园局，同年，上松底地区所有的州立公园和野餐区从林业部门转移到该局。1972年，上松底是州立公园局保留的10个州立森林野餐区之一，而有35个野餐区被转移到林业局，福瑞（Forrey）在1984年的《宾夕法尼亚州州立公园史》中把它称为州立森林野餐区。宾夕法尼亚州交通部1993年的地图仍然称其为野餐区，但库珀（Cupper）1993年的《我们无价的遗产：宾夕法尼亚州州立公园1893–1993》以及宾夕法尼亚州交通部2002年的地图中，都将其称为州立森林。
截至2017年，上松底州立公园是一个路边公园，只供白天使用，有一个小停车场和几个野餐桌。除了野餐外，它主要用作当地猎人、垂钓者、徒步旅行者、越野滑雪者和雪地摩托者的停车场。上松底州立公园由附近小松树州立公园的工作人员负责维护，并且它是宾夕法尼亚州最小的州立公园之一。普罗蒂广场州立公园是波特县西北部的一个野餐区，占地同样是2.0公頃（5英畝）。只有沙桥州立公园的面积比它小，其位于联合县南部，是另一个野餐区，占地1.2公頃（3英畝）。

## 地质和气候
尽管在上松底州立公园和松溪峡谷中，暴露的岩层至少有3亿年的历史，但峡谷本身形成于大约2万年前的末次冰期。在那之前，松溪一直向东北方向流动，但被劳伦特大陆冰川消退后沉积的岩石、土壤、冰和其他碎片所阻挡而筑坝。筑坝的小溪在后来的蒂奥加县希彭乡安索尼亚村附近形成了一个湖泊，湖泊的冰川融水溢出了堰塞湖，使得松溪的水流倒流。小溪向南泛滥，很快在通往西萨斯奎哈纳河的路上形成了一条很深的溪道。
上松底州立公园所处的土地是浅海海岸线的一部分，在大约3亿年前的宾夕法尼亚世，浅海覆盖了现在北美的大部分地区。海水东面的高山逐渐被侵蚀，导致沉积物堆积起来，主要是黏土、沙子和砾石。沉积物承受的巨大压力形成了今天在松溪流域发现的岩石：砂岩、页岩、砾岩、石灰岩和煤。

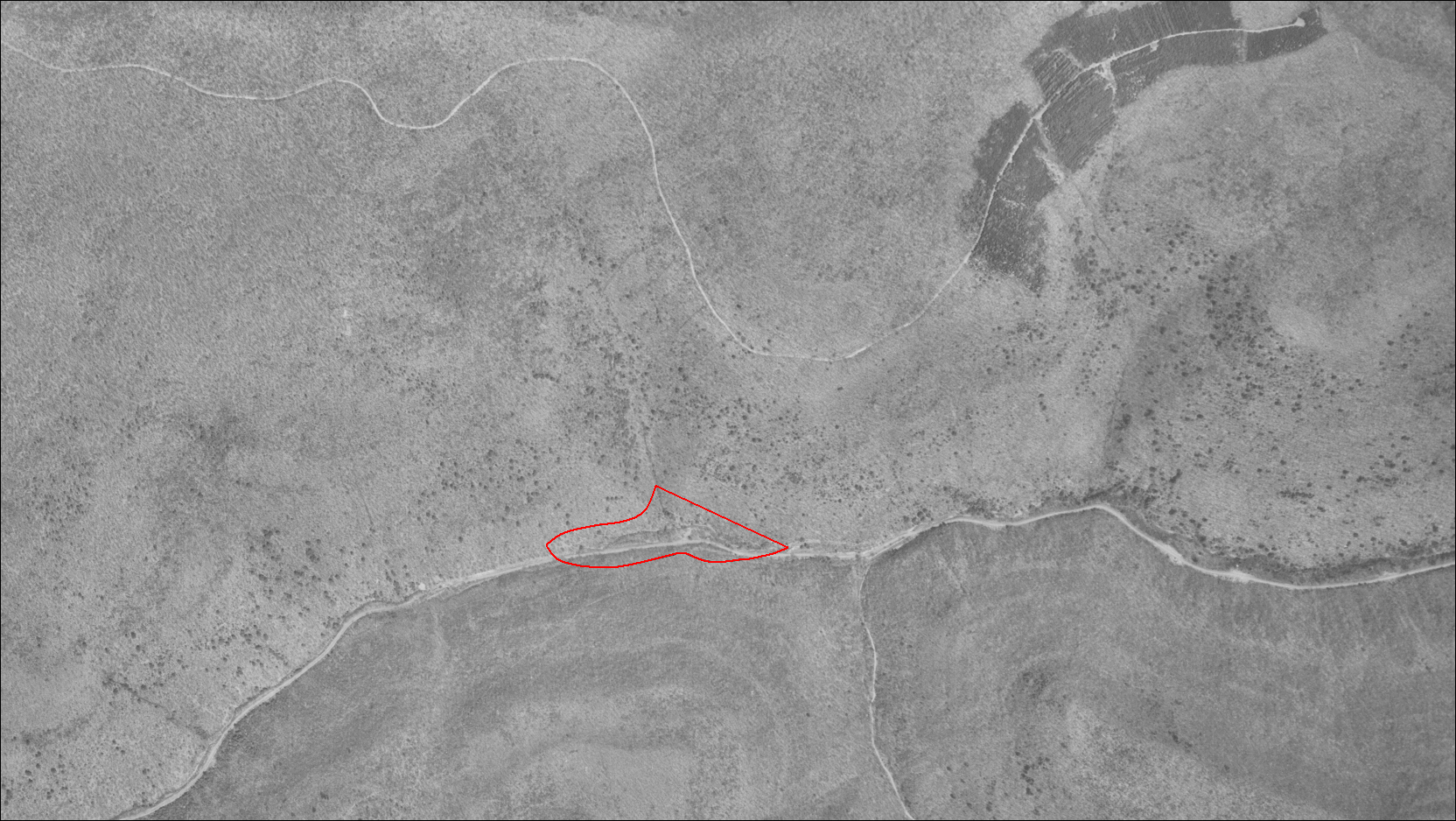
在这张1959年的鸟瞰图中，可以看到上松底溪对阿勒格尼高原这一切割高原的侵蚀。44号州道沿着河流，公园的轮廓是红色的

该公园位于海拔284（932英尺）的阿勒格尼高原上，该高原形成于大约3亿年前的阿勒格尼造山运动中，当时冈瓦纳大陆中成为非洲的部分与成为北美洲的地区相撞，形成了泛大陆。虽然峡谷及其周围似乎是山地，但该地区是切割高原。多年的侵蚀剥蚀了松软的岩石，形成了山谷，在尖锐的山脊顶部留下了最坚硬的古老岩石，使它们看起来像“山脉”。
在上松底州立公园和卡明斯镇，有泥盆纪和石炭纪时期的五个主要岩层。其中最年轻的是宾夕法尼亚世早期的波茨维尔地层，形成了该镇的最高点，这是一种灰色的砾岩，可能含有砂岩、粉砂岩和页岩，以及无烟煤。松溪流域内的三个地方曾经开采过低硫煤，在上松底溪和下松底溪的上游之间有一个煤层。其下的岩层是密西西比世晚期的毛奇丘克地层，由灰红色的页岩、粉砂岩、砂岩和砾岩形成。
再往下是密西西比世的勃艮砂岩，呈浅黄色，夹杂着页岩、煤和砾岩。再下面是泥盆纪晚期和密西西比世早期的亨特利山地层，由相对柔软的灰红色页岩和橄榄灰色砂岩构成。最底层也是最古老的一层是卡茨基尔地层的红色页岩和粉砂岩，距今约3.75亿年。这一层相对较软，容易被侵蚀，有助于形成松溪峡谷。上松底溪的源头在毛奇丘克岩上，溪流向东流向松溪时切得更深。公园上松底溪穿过了勃艮砂岩和亨特利山地层，溪流下游至溪口的最深处是卡茨基尔地层。
阿勒格尼高原属大陆性气候，冬季偶尔出现极端的低温，日平均气温范围（每日高温和低温之间的差异）在夏季为11 °C（20 °F），在夏季为14 °C（26 °F）。松溪流域的平均年降水量为914至1,070（36至42英寸）。一月是上松底州立公园最冷的月份，七月最温暖，六月最潮湿。公园记录的最高温度为1988年的40 °C（104 °F），最低温度为1982年的−28 °C（−19 °F）。
| 上松底州立公园    | 上松底州立公园 | 上松底州立公园 | 上松底州立公园 | 上松底州立公园 | 上松底州立公园 | 上松底州立公园 | 上松底州立公园 | 上松底州立公园 | 上松底州立公园 | 上松底州立公园 | 上松底州立公园 | 上松底州立公园 | 上松底州立公园 |
| 月份              | 1月            | 2月            | 3月            | 4月            | 5月            | 6月            | 7月            | 8月            | 9月            | 10月           | 11月           | 12月           | 全年           |
| ----------------- | -------------- | -------------- | -------------- | -------------- | -------------- | -------------- | -------------- | -------------- | -------------- | -------------- | -------------- | -------------- | -------------- |
| 平均高温 °C（°F） | 2 (35)         | 4 (39)         | 9 (48)         | 17 (62)        | 22 (72)        | 27 (80)        | 29 (84)        | 28 (83)        | 24 (75)        | 17 (63)        | 11 (51)        | 4 (39)         | 16 (61)        |
| 平均低温 °C（°F） | −8 (18)        | −7 (20)        | −3 (27)        | 2 (36)         | 8 (47)         | 13 (56)        | 16 (60)        | 15 (59)        | 11 (52)        | 4 (40)         | 0 (32)         | −4 (24)        | 4 (39)         |
| 平均降水量 mm（） | 63 (2.47)      | 59 (2.31)      | 79 (3.11)      | 83 (3.27)      | 94 (3.69)      | 114 (4.47)     | 100 (3.95)     | 107 (4.20)     | 101 (3.96)     | 85 (3.34)      | 87 (3.41)      | 70 (2.74)      | 1,042 (40.92)  |
| 来源：天气频道    |                |                |                |                |                |                |                |                |                |                |                |                |                |

## 生态

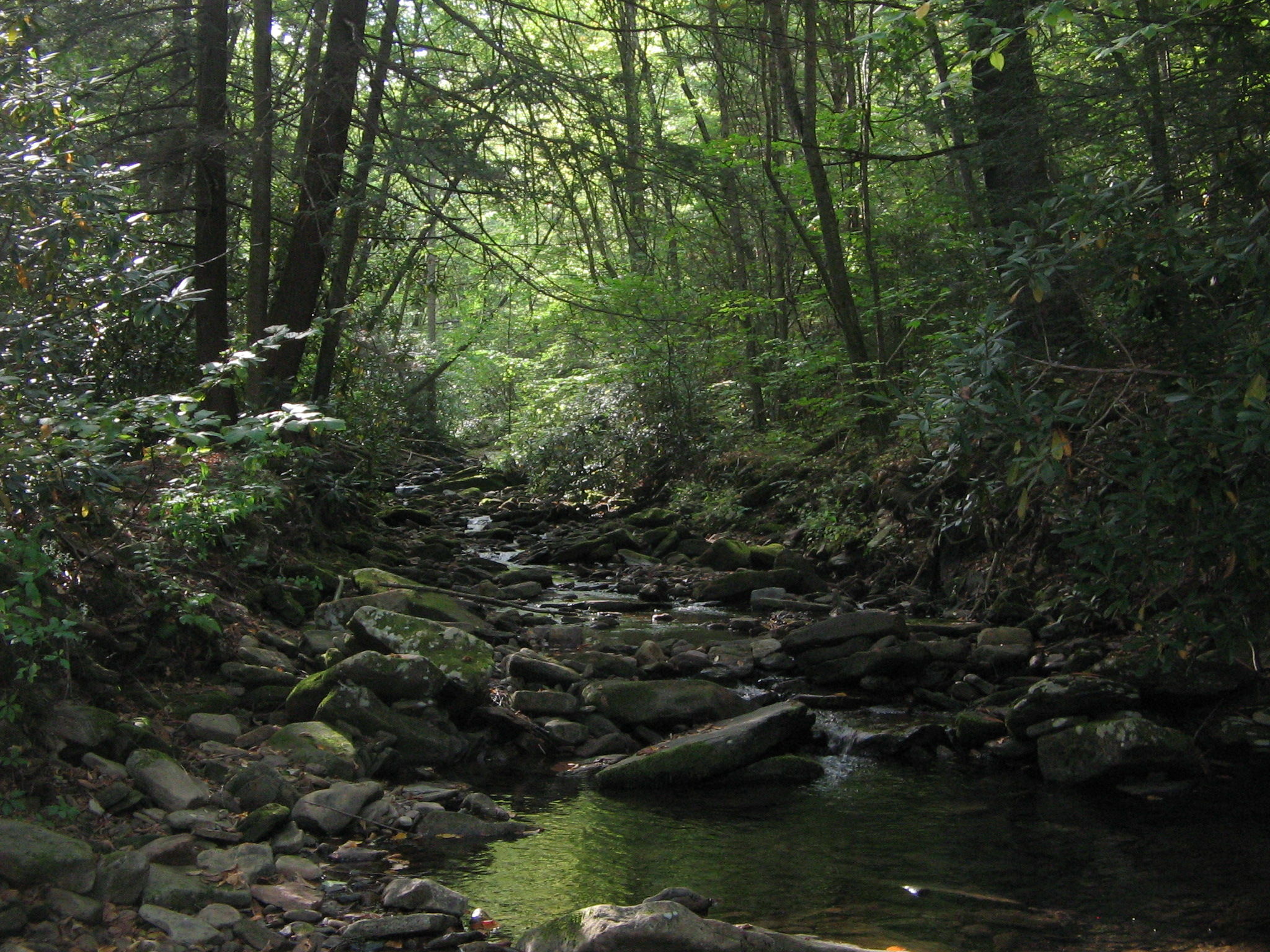
夏季公园里的上松底溪

早期探险家和定居者的描述让人们了解到松溪峡谷在被砍伐之前的情景。森林中铁杉和白松的比例高达85%，其余为硬木。松溪流域（上松底溪是其中的一部分）曾是大型食肉动物的家园，如狼、猞猁、狼獾、豹、渔貂、短尾猫和狐狸；除最后三种外，其他都已在当地灭绝。该地区有成群的美洲野牛、马鹿和白尾鹿，以及大量的黑熊、水獭和河狸。响尾蛇和昆虫困扰着该地区的早期探险者和定居者。
原始森林冷却了土地和溪流，森林土壤中积聚了几个世纪的有机物质，导致降雨缓慢渗透到小溪和小河中，使全年水流流速更加均匀。松溪及其支流曾是包括鳟鱼在内的大量鱼类的家园，但萨斯奎汉纳河下游的水坝阻断了曾在这里发现的鲥鱼和鳗鱼的洄游，从而导致它们灭绝。陆地动物的栖息地由于森林的砍伐而被破坏，但也有大量的狩猎活动，对于大型食肉动物的狩猎还提供赏金。
上松底溪的原始白松都被砍尽，但在1925年，森林和水域部报告称，“现在取而代之的是生长中的幼树”。在20世纪20年代，栗疫病几乎杀死了提亚达顿州立森林的所有美洲栗，橡树在20世纪50年代和1967年分别遭受了橡叶螟和栎黄卷蛾的侵害。从1978年到1982年，舞毒蛾在州立森林里肆虐。周围的州立森林“以混合橡树林为主”，同时还有硬木，如梣树、山毛榉、桦树、樱桃木和枫树，以及铁杉和松树。松溪峡谷有超过225种野花、植物和树木，40种哺乳动物，245种鸟类和26种鱼类。常见的动物包括鹿、松鼠、熊、鹰、野生火鸡和渡鸦。

## 娱乐
截至2017年，占地2.0公頃（5英畝）的上松底州立公园内的娱乐活动仅限于采摘和钓鱼。虽然该公园在20世纪20年代初建立时是一个带有厕所的露营地，但现在该公园没有露营地或卫生设施。1885年，上松底溪被列入鳟鱼和鲈鱼垂钓指南，1925年，森林和水域部称营地里有很好的捕鱼和狩猎活动。1994年，据报道该溪流中的褐鳟鱼长度超过51（20英寸）。2022年，宾夕法尼亚州鱼类和船只委员会已将上松底溪的全部水域指定为经批准的鳟鱼水域，这意味着该水域中放养了鳟鱼，人们可以在鳟鱼季节捕捞。

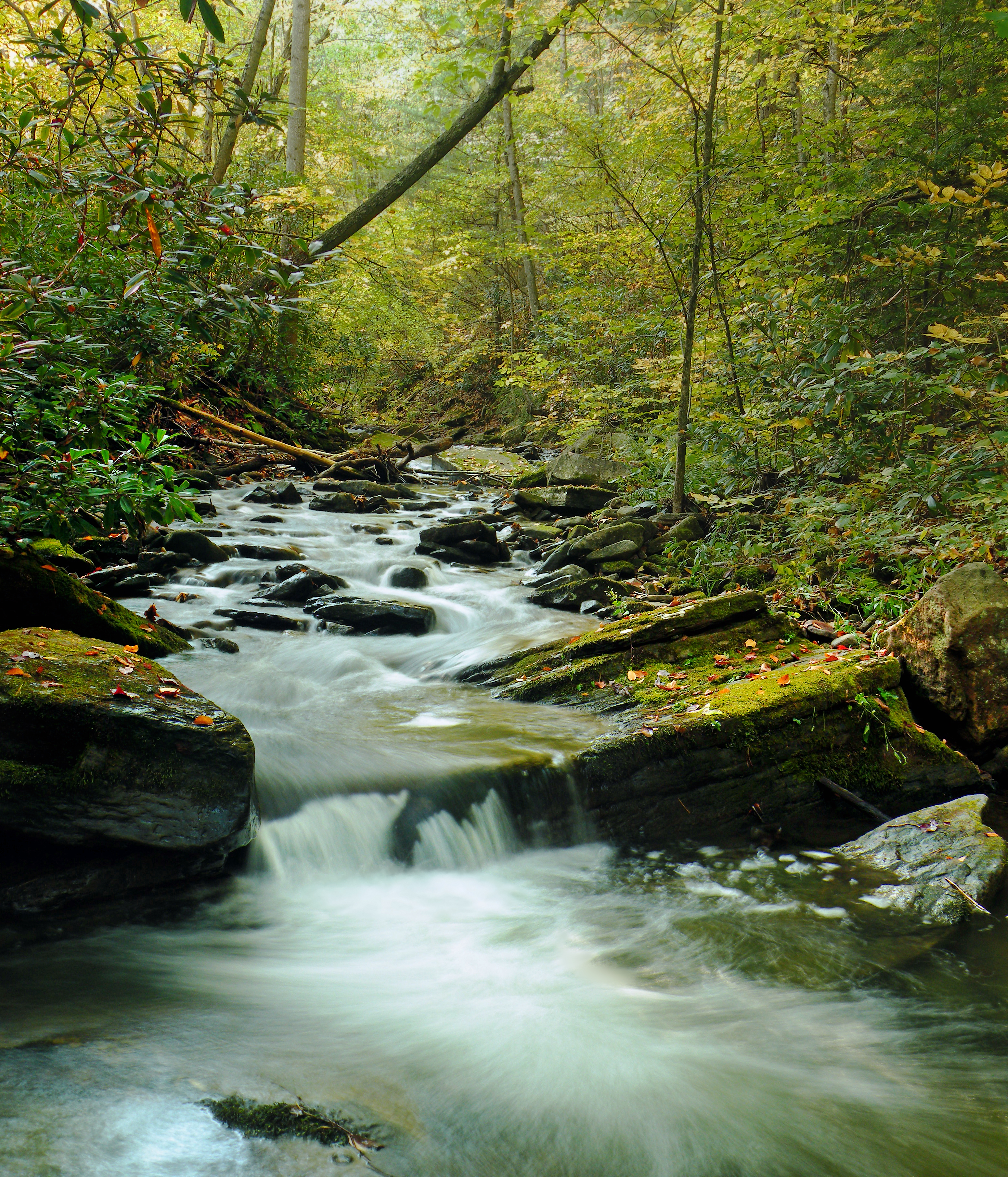
公园里秋意盎然的上松底溪；经州批准，人们能在这里应季捕捞鳟鱼

上松底州立公园也是周边州立森林的停车场和入口，那里的休闲活动包括远足和打猎。最常见的狩猎动物是黑熊、披肩榛鸡、白尾鹿和野生火鸡。州立森林小径也对山地自行车和骑马开放，在冬天则用于越野滑雪和雪地摩托运动。公园北部31（19英里）处是哈尼维尔全地形车道系统，供全地形车使用。小径的停车场位于先前平民保育团的S-82-Pa营地，小溪的历史反映在系统三条小路的名称中：熔炉小径（Furnace Trail，代表熔炉）、保育团小径（CCC Trail）和种植园环路（Plantation Loop，代表平民保育团种植的树木）。

## 附近的州立公园
以下是距离上松底州立公园48（30英里）范围内的州立公园：
- 白头鹰州立公园（英语：Bald Eagle State Park） （申特县）
- 鹿尾州立公园自然区（英语：Bucktail State Park Natural Area） （卡梅伦县和克林顿县）
- 科尔顿点州立公园 （泰奥加县）
- 海纳跑州立公园（英语：Hyner Run State Park） （克林顿县）
- 海纳景观州立公园（英语：Hyner View State Park） （克林顿县）
- 水壶溪州立公园（英语：Kettle Creek State Park） （克林顿县）
- 伦纳德哈里森州立公园（英语：Leonard Harrison State Park） （泰奥加县）
- 小松树州立公园（英语：Little Pine State Park） （来可明县）
- 麦考尔斯大坝州立公园 （申特县）
- 奥勒布尔州立公园（英语：Ole Bull State Park） （波特县）
- 拉文斯堡州立公园（英语：Ravensburg State Park） （克林顿县）
- R. B. 冬季州立公园（英语：R. B. Winter State Park） （联合县）
- 沙桥州立公园（英语：Sand Bridge State Park） （联合县）
- 萨斯奎哈纳州立公园（英语：Susquehanna State Park (Pennsylvania)） （来可明县）